# As damas (Potters Bar)

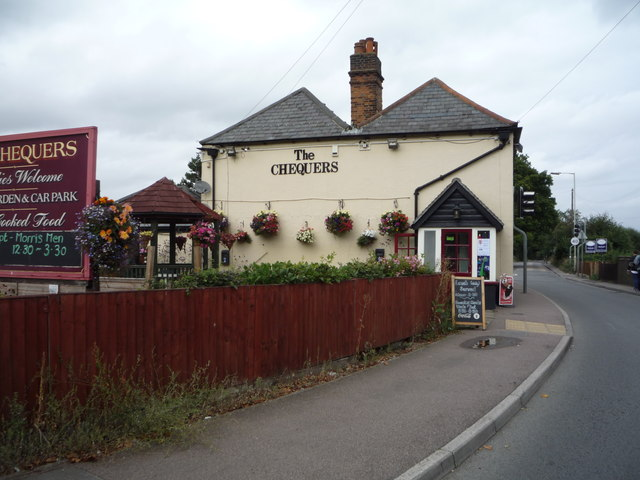
As damas

As Damas é um pub listado com o Grau II em Coopers Lane, Potters Bar, Hertfordshire. Originalmente eram duas casas anexas construídas no final do século XVIII, mas servido como um pub desde cerca de 1840. Os edifícios foram alterados e ampliados no século XIX.